# Liste des évêques de Condom
Pour un article plus général, voir Ancien diocèse de Condom.
Par une bulle datée d'Avignon, le 13 août 1317, le pape Jean XXII créait l'évêché de Condom, qui était rattaché à la métropole de Bordeaux. Cet évêché se situait au sud de la Garonne et était bordé au nord par l'évêché d'Agen, au sud-est par l'évêché de Lectoure, au sud-ouest par l'archevêché d'Auch et à l'ouest par l'évêché de Bazas. L'abbé de Saint-Pierre de Condom devenait le premier évêque et les moines devenaient les chanoines du chapitre cathédral, parmi lequel deux archidiacres : Condom et Nérac. Il comprenait 130 paroisses. 
La constitution civile du clergé, créant un diocèse du Gers, supprima celui de Condom qui fut absorbé par la nouvelle circonscription. Le 13 février 1791, l'assemblée électorale du Gers élut Paul-Benoît Barthe évêque constitutionnel.

## Liste des évêques
- 1317–1340 : Raymond de Galard
- 1340–1369 : Pierre Ier de Galard
- 1369–1401 : Bernard Alamand
- 1401–1405 : Hugues Raimbaud
- 1405–1408 : un évêque dont le nom est inconnu, possiblement un certain Jean de Mornai[1].
- 1408–1418 : Aymeric Noël, transféré à Castres
- 1419–1421 : Pierre II Assalbit, transféré d'Oloron et transféré à Alet
- 1421–1454 : Jean Ier Coursier
- 1454–1458 : Guillaume d'Étampes, chanoine de Carcassonne, évêque de Montauban, nommé à Condom
- 1461–1486 : Guy de Montbrun, abbé d'Eysses et de Saint-Cybard, nommé à Condom
- 1486–1496 : Antoine Ier de Pompadour, chanoine de Paris, archidiacre de Poitiers, nommé à Condom
- Jean  Bilhères de Lagraulas et Amanieu d'Albret, administrateurs, ne prirent pas possession du siège.
- 1497–1521 : Jean II Marre. À sa mort, le pape nomme François Desmoulins de Rochefort, mais celui-ci cède ses droits à l'élu du chapitre.
- 1521–1544 : Hérard de Grossoles-Flamarens
- 1545–1564 : Charles de Pisseleu, évêque de Mende, puis de Condom
- 1565–1569 : Robert de Gontaut, prieur de Sainte-Livrade
- 1570–1581 : Jean III de Monluc
- 1581–1616 : Jean IV Duchemin
- 1616–1647 : Antoine II de Cous, neveu et coadjuteur du précédent en 1604, cède l'évêché en 1647 au suivant
- 1647–1659 : Jean V d'Estrades, abbé de Bonnefont en Comminges, évêque de Périgueux en 1646, de Condom en 1647, prieur commendataire de l'Abbaye Saint-Magloire de Léhon de :1670 à 1674
- 1660–1668 : Charles Louis de Lorraine, prieur de Layrac, cardinal
- 1669–1671 : Jacques-Bénigne Bossuet
- 1671–1693 : Jacques de Goyon de Matignon, résigne sa charge au profit du suivant
- 1693 : Mathieu Ysoré d'Hervault de Pleumartin, transféré à Tours la même année
- 1693–1734 : Louis Milon
- 1735–1758 : Emmanuel-Henri-Timoléon de Cossé-Brissac, abbé de Fontfroide, diocèse de Narbonne
- 1758–1760 : Louis-Joseph de Montmorency-Laval, abbé de Sainte-Croix de Bordeaux, évêque d'Orléans puis de Condom en 1758, démissionnaire en 1760
- 1760–1763 : Étienne-Charles de Loménie de Brienne, transféré à Toulouse
- 1763–1792 : Alexandre César d'Anterroches, s'exile à Londres le 15 septembre 1792, et y meurt le 28 janvier 1793